# Psilocybe cubensis
La Psilocybe cubensis (Earle) Singer, 1948 è un fungo basidiomicete della famiglia delle Strophariaceae. È un fungo psichedelico che contiene psilocibina. Questo fungo, noto anche con il sinonimo scientifico di Stropharia cubensis, era conosciuto dalle popolazioni native americane del Messico come San Isidro.

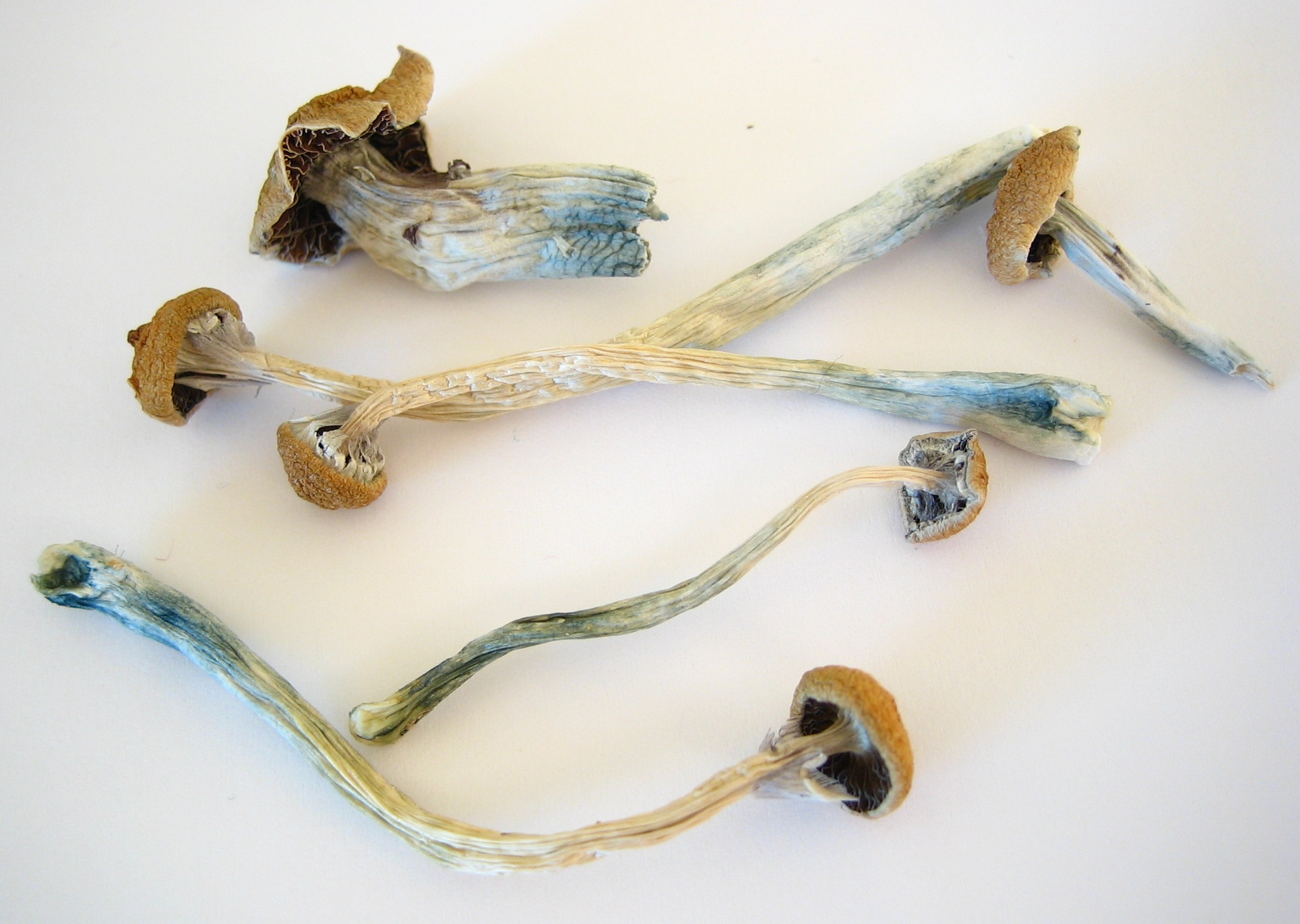
Esemplari essiccati

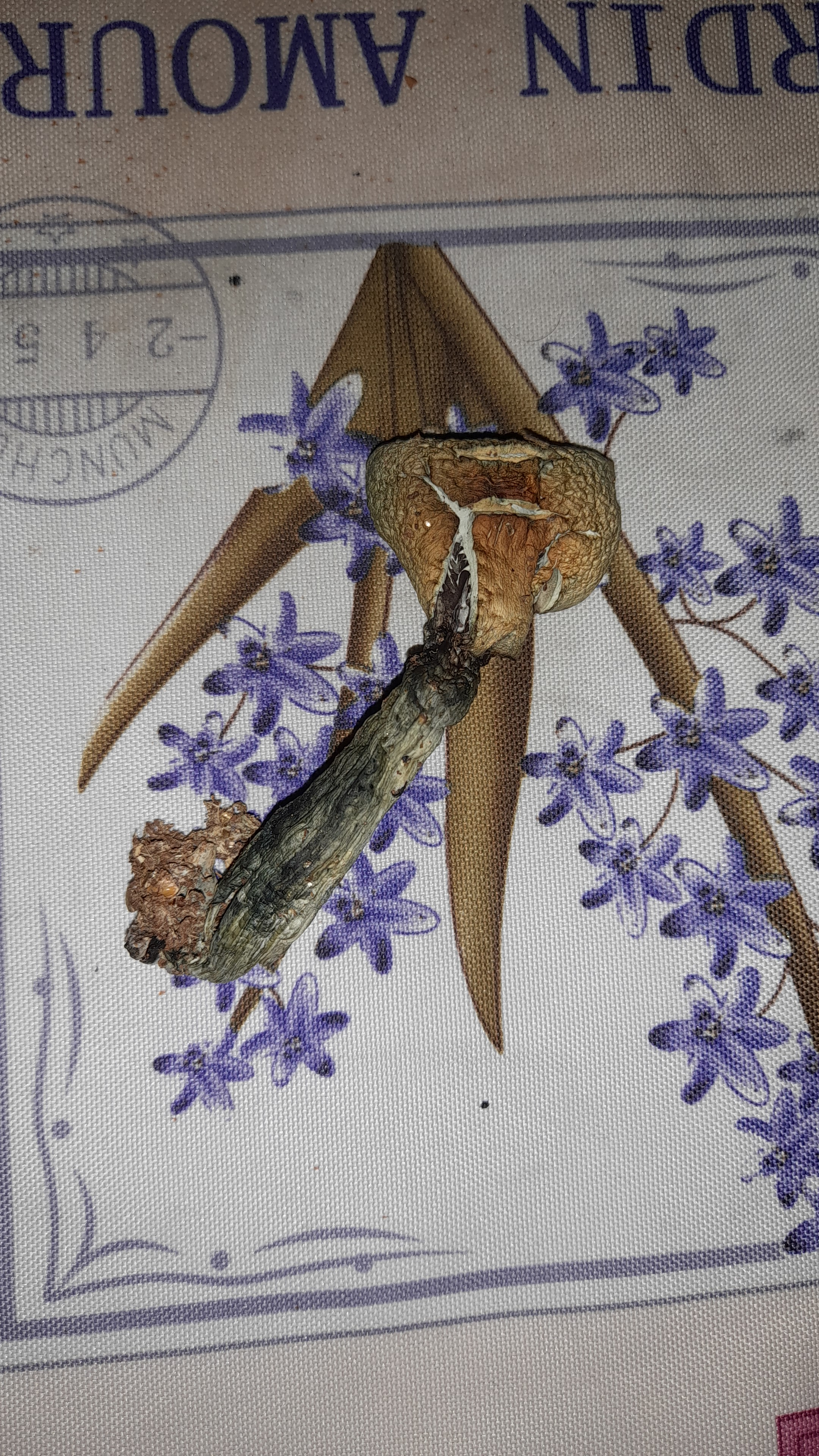
Esemplare essiccato, il colore blu è dovuto alla psilocibina

## Descrizione della specie
È composto per il 92% di acqua e per l'8% di materia asciutta. Il contenuto degli alcaloidi è tra lo 0,5 e l'1,3% del peso a secco. Il micelio contiene meno psilocibina dei frutti. Il cappello ne contiene più del gambo. La concentrazione maggiore si trova nei funghetti immaturi (primordia). Il micelio ha un aspetto rizomorfo ed è di colore biancastro.

### Cappello
- Diametro: da 1 a 10 cm.
- Colore: marrone-dorato, marrone rossastro e traslucido quando bagnato.
- Sviluppo: appare come una punta scura. A metà della crescita è chiusa e spesso sferica; dopo si apre e diventa piatta.
- Carne: solida e bianca. Diventa blu quando è ammaccata, rivelando la presenza di psilocibina.

### Gambo
- Diametro: da 0,5 a 2 cm.
- Lunghezza: dai 5 ai 30 cm.
- Colore: bianco, a volte con macchie blu.
- Aspetto: dipende dal substrato e dalla varietà, a volte con un anello di colore scuro, con le spore.

### Carne
La carne ha consistenza simile al raso ed è spesso striata.

### Spore
- Colore: dal viola scuro al nero.
- Dimensione: 12-17 x 8-12 x 7-9 micrometri.
- Forma: liscia, ellittica, con un piccolo incavo sul lato opposto alle lamelle, il poro del germoglio.

## Commestibilità
Possiede spiccate proprietà psichedeliche. Può causare ilarità, distorsione della percezione della realtà e del tempo, amplificazione dei sensi, sinestesie. In particolar modo contiene psilocibina e psilocina (probabile causa della colorazione blu), due potenti alcaloidi.
La colorazione blu (detta bluificazione) avviene dopo l'estirpazione per reazione chimica interna a seguito del contatto con le mani di chi raccoglie il fungo. Questi principi non provocano danni all'organismo e il sovradosaggio non mette a rischio la salute fisica di chi l'assume. Tuttavia l'esperienza psichedelica impedisce una corretta valutazione dei rischi, quindi attività come guidare e condurre macchinari pesanti diventano molto pericolose.

## Divieto di coltivazione, vendita e consumo
Legale
     Legale per uso medico e decriminalizzato
     Ambiguo, parzialmente legale o decriminalizzato
     Illegale a livello statale, ma decriminalizzato in alcune città
     Illegale
     Nessuna informazione

Status legale dei funghi psilocibinici nel mondo.
Legale
Legale per uso medico e decriminalizzato
Ambiguo, parzialmente legale o decriminalizzato
Illegale a livello statale, ma decriminalizzato in alcune città
Illegale
Nessuna informazione

- Australia: il trasporto, il possesso, la vendita e la coltivazione sono illegali.[1]
- Brasile: La Costituzione Federale dice che un atto deve essere precedentemente dichiarato come illegale da una legge. Quindi, i funghi Psilocybe cubensis non possono essere considerati illegali. Non risulta inoltre giurisprudenza in materia.
- Germania: il trasporto, il possesso, la coltivazione e la vendita sono illegali come sancito dall'Ordine Esecutivo 698 del 1993.[2]
- Italia: la normativa vigente vieta la coltivazione, la vendita, e il consumo di specie appartenenti ai generi Psilocybe e Stropharia, equiparando il loro uso a quello di una qualsiasi droga (es. cannabis o LSD), con quello che ne consegue a livello penale. Non sono vietati invece il possesso e la vendita di spore, ad uso di ricerca o per collezionismo privato.[senza fonte]

La P. cubensis var. mexicana, in particolar modo, è oggetto di intensive coltivazioni e commercio illegale; non dando dipendenza e avendo un livello di tossicità molto basso, fa parte delle cosiddette "droghe leggere", anche se in Italia con la legge 36/2014 rientra nella tabella 1 delle droghe pesanti.